# Digimon World 4
Digimon World 4, conosciuto in Giappone come Digimon World X (デジモンワールドX,?, Dejimon Wārudo X), è il secondo dei videogiochi multipiattaforma dedicato ai Digimon nonché penultimo capitolo della saga di Digimon World. Nonostante sia stato pubblicato originariamente per piattaforma Xbox, Nintendo GameCube e PlayStation 2, in Europa è arrivata soltanto quest'ultima versione.
A differenza di tutti i precedenti titoli, Digimon World 4 è un Action RPG, con elementi hack and slash, dotato di supporto multigiocatore fino a quattro giocatori, i quali operano in cooperativa.
Il gioco è, inoltre, liberamente ispirato al film in computer grafica Digital Monster X-Evolution, dal quale sono tratte le scene che compongono il video introduttivo.

## Trama
Il mondo digitale viene attaccato da un'oscura entità che cerca di corrompere i dati della zona. Il protagonista (scelto tra Agumon, Guilmon, Veemon e Dorumon) viene arruolato per difendere il mondo dalla distruzione. Procedendo nel gioco si scoprirà che il pericolo è causato da esseri robotici chiamati Mecca-Banditi (Mecha-Rogue nella versione Americana), che cercano di occupare tutto il mondo digitale.

## Modalità di gioco
I Digimon usano armi come spade, pistole e artigli e le loro mosse non assomigliano a quelle della serie animata.
Le evoluzioni dei Digimon non seguono la normale linea evolutiva: è possibile ottenere solo evoluzioni mega (e qualche evoluto), non esiste il livello campione e i Digimon possono trasformarsi in creature in cui normalmente non potrebbero evolvere. Inoltre le evoluzioni si ottengono solo risolvendo numerose side quest (missioni opzionali) e permettono la trasformazione istantanea nel Laboratorio.

## Digimon presenti nel gioco

### Digimon controllabili
Iniziali
- Agumon
- Dorumon
- Guilmon
- Veemon

Sbloccabili
- Alphamon
- Beelzemon X
- BlackWarGreymon X
- ClavisAngemon

- Gallantmon Crimson Mode
- HerculesKabuterimon X
- Imperialdramon Fighter Mode
- Imperialdramon Paladin Mode
- MetalGarurumon X
- Susanoomon
- WarGreymon X
- WereGarurumon X

### Digimon non controllabili
In grassetto sono contrassegnati i Digimon presenti solamente come boss da affrontare.
Intermedio
- Goblimon
- Otamamon

Campione
- Gekomon
- Kokatorimon
- Leomon
- Numemon
- Ogremon
- Raremon
- Sukamon
- Tortomon
- Tyrannomon

Evoluto
- Arukenimon
- Blossomon
- Infermon
- Mammothmon
- MarineDevimon
- Megadramon
- Minotarumon
- Mummymon
- Scorpiomon
- ShogunGekomon
- SkullGreymon

Mega
- Apocalymon
- Crusadermon
- Diaboromon
- Imperialdramon
- Lucemon Shadow Lord Mode
- MaloMyotismon
- MetalEtemon
- Ophanimon
- Pharaohmon
- PrinceMamemon
- Seraphimon

Altri
- Mecca Bandito X